# Maurice Challe (1879-1916)
Pour les articles homonymes, voir Maurice Challe.
Maurice Challe, né le 28 juillet 1879 à Auxerre (Yonne) et mort pour la France le 7 octobre 1916 à Sailly-Saillisel (Somme), était un aviateur français de la Première Guerre mondiale.

## Biographie
Maurice Challe est l'auteur du premier vol Paris-Brest.

## Pour approfondir